# Carmen Fernández Gibbs
Carmen del Pilar Fernández Gibbs (9 de febrero de 1953) es una periodista chilena. Ejerció como directora de la Oficina Nacional de Emergencia del Ministerio del Interior (Onemi) entre los años 2006 y 2010.

## Biografía
Estudió periodismo en la Universidad de Chile y ha realizado una serie de estudios sobre riesgos, como en la Oficina de Asistencia para Desastres de Gobierno de los Estados Unidos y en la Escuela Nacional de Protección Civil de España. En 1994 ingresó a la Onemi, asumiendo como titular del Departamento de Coordinación y Difusión, y más tarde del Departamento de Protección Civil y Coordinación del Área Técnica. En mayo de 2006 asumió como directora interina de la ONEMI, tras la renuncia de Alberto Maturana. Fue confirmada en el cargo por la presidenta Michelle Bachelet el 8 de noviembre de ese año.
Fernández era la directora de la Onemi al momento del terremoto y posterior tsunami que azotaron a Chile el 27 de febrero de 2010. A pesar de las críticas realizadas al organismo por el manejo de la emergencia, el presidente electo Sebastián Piñera decidió que Fernández seguiría en la dirección de la Onemi durante su gobierno, que iniciaba el 11 de marzo de ese año; sin embargo, ella presentó su renuncia al organismo un día antes que Piñera asumiera la presidencia.
En febrero de 2012, la Fiscalía de Chile decidió pedir la formalización de la investigación penal respecto de ocho personas —entre ellas Fernández y Patricio Rosende, subsecretario del Interior al momento del desastre— por la posible responsabilidad en la alerta fallida de maremoto que costó la vida a un centenar de personas. Ambos fueron formalizados el 7 de mayo de 2012. El 16 de mayo de 2013 se rechazó el sobreseimiento de Rosende y Fernández por el caso. Finalmente, en abril de 2016, se dictó la suspensión condicional del procedimiento en contra de Rosende y Fernández.
Actualmente se desempeña como profesora en la UNIACC y en la USACH.